# Étienne Buffet
Pour les articles homonymes, voir Buffet.
Marie Étienne Pierre Paul Aimé Buffet, né à Paris le 5 juin 1866 et mort à Paris le 3 décembre 1948, est un artiste peintre français, de portraits, paysages et natures mortes.

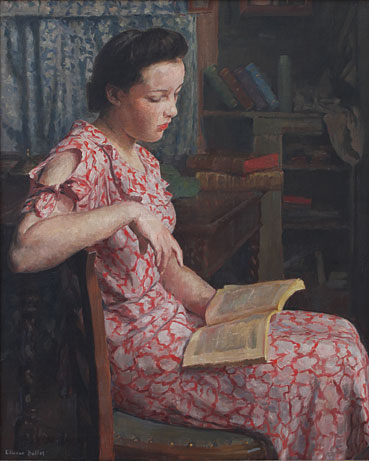
Lecture, 1938.
(100 x 81 cm)
Mention honorable au Salon des artistes français.

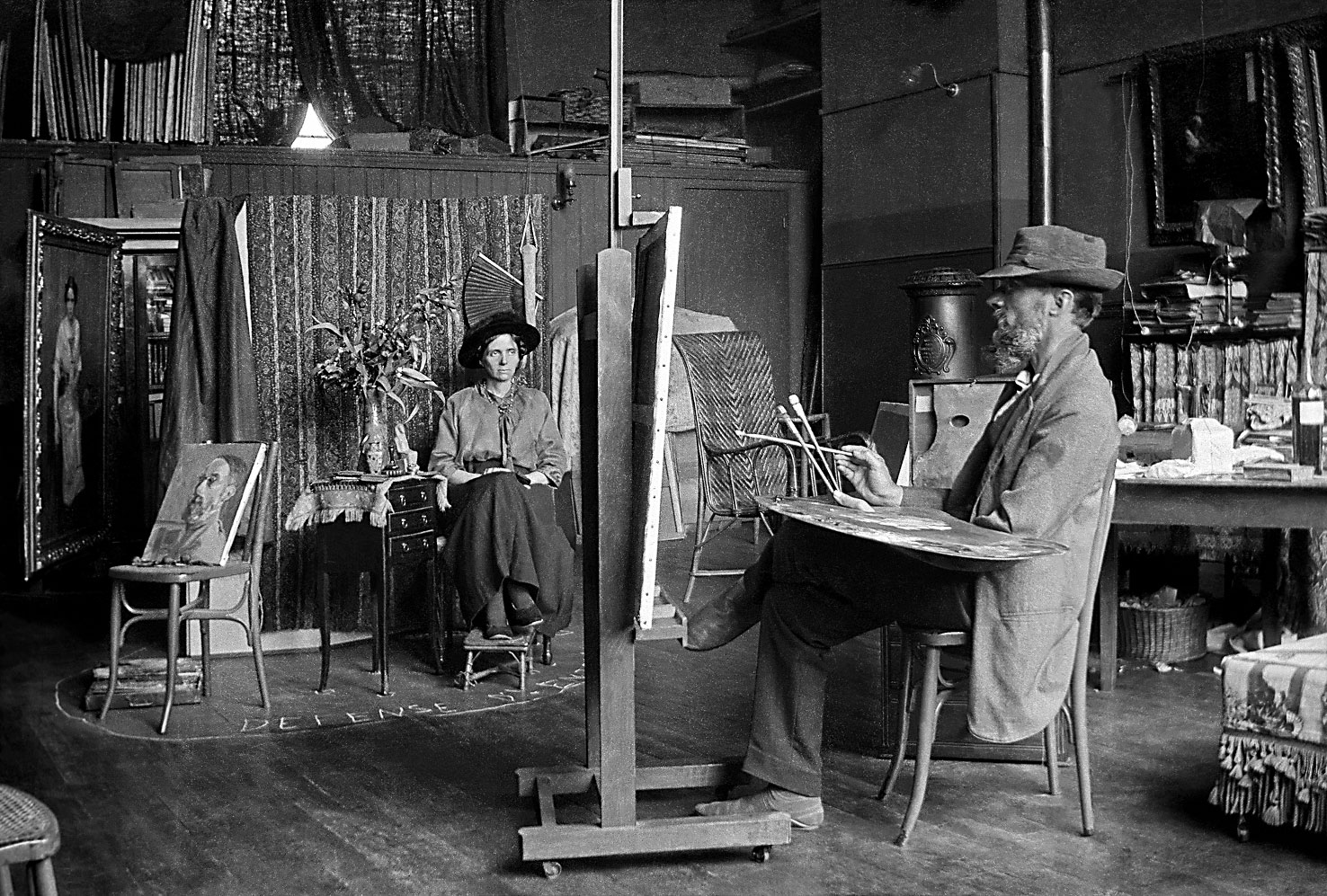
Étienne Buffet dans son atelier du 115, boulevard Saint-Michel Paris 5e, peignant sa femme Cornélie lors d'une permission en octobre 1916.

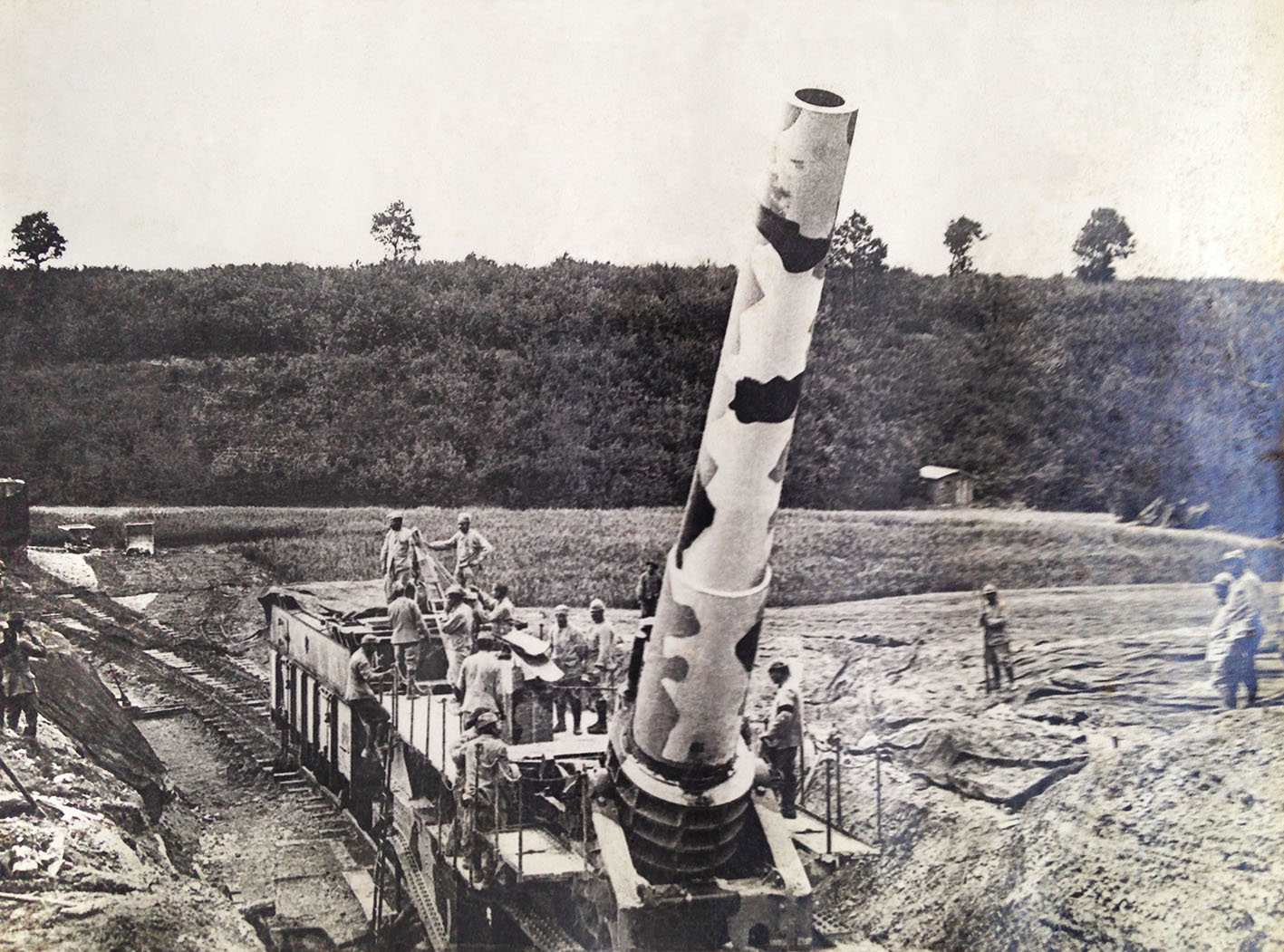
Photo d'Étienne Buffet, canon à longue portée.

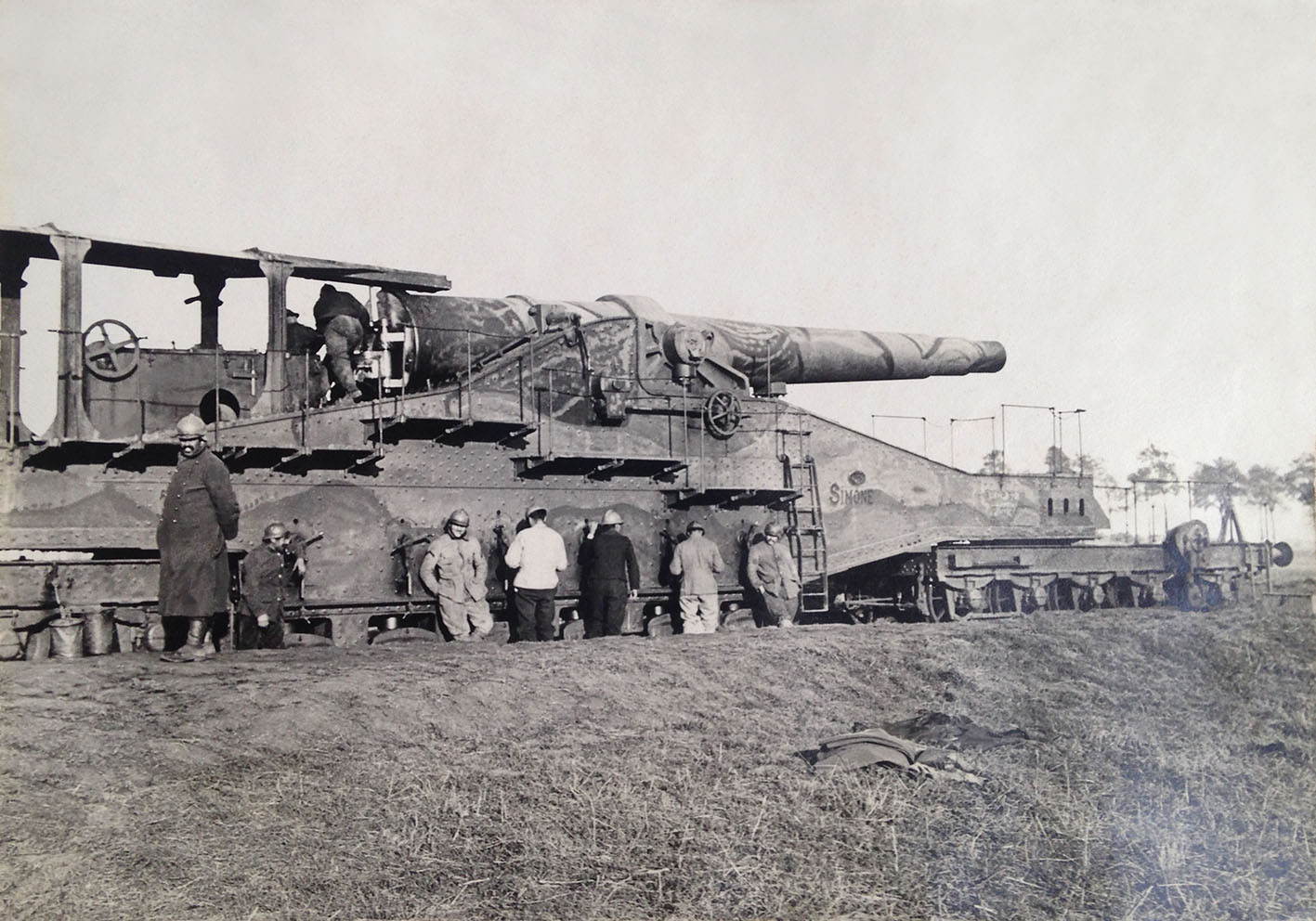
Photo d'Étienne Buffet, canon à longue portée avec l'inscription "Simone".

## Biographie
Fils de Louis Aimé Buffet (1821-1900), (X1840, Inspecteur Général des Ponts et Chaussées, officier de la Légion d'honneur) et de Marie Anne Philippine Fliche (1840-1921).
Étienne Buffet est l'élève du peintre Franck Bail puis à l'Académie Julian de William Laparra, Paul Albert Laurens, Jean-Pierre Laurens et Henri Royer. Il expose au Salon des artistes français à partir de 1903, en est un régulier jusqu'en 1944, en devient sociétaire en 1910 et reçoit une mention honorable en 1938. Il est l'auteur d'un Essai de théorie intégrale de la peinture, la doctrine publié en 1932 chez l’éditeur Firmin-Didot & Cie, tentative de mathématiser la beauté artistique.
Étienne Buffet était également polytechnicien (X1885) et en était sorti avec la spécialisation "artillerie" ; puis, après deux années passées à l'École d'Application de Fontainebleau, il gagna Toul. En 1897, il est nommé capitaine et fut affecté à la Poudrerie militaire du Bouchet. Il passe ensuite au 15e bataillon d'Artillerie-à-pied de Cherbourg et s'installa à Querqueville. À la fin de 1906, il est nommé membre de la Commission de Gâvres et s'établit à Lorient. Il est fait chevalier de la Légion d'honneur, le 14 juillet 1908. Début 1912, il est nommé à la Commission des Poudres de guerre de Versailles et s'y installe. En 1913, il abandonne définitivement l'artillerie pour se consacrer uniquement à la peinture ou, du moins, il le croyait. Il emménage alors à Paris un appartement avec un atelier de sept mètres de hauteur où avaient travaillé plusieurs peintres de talent : Eugène Devéria, Henri Regnault ou encore Luc-Olivier Merson (voir : boulevard Saint-Michel No 115). En août 1914, rattrapé par la Première Guerre mondiale, il est nommé adjoint au commandement des batteries de côtes de Gâvres. Toujours en août, il est nommé à la citadelle du Port-Louis pour instruire un groupe de jeunes officiers ; en octobre, il est nommé à Lorient et en décembre, il reçoit le commandement d'un groupe de canons de 95, aux environs de Soissons et connait la vie de tranchées. En janvier 1916, il est chargé du commandement d'un groupe de canons à longue portée. Au début d'avril 1917, il est chargé de l'inspection des munitions à l'État-major du groupe d'armées de l'Est. Son nouveau P.C. fut Mirecourt, la ville natale de son père, son secteur allait de Belfort à la Meuse. En juillet 1917, il est nommé Lieutenant-Colonel. En juillet 1918, il est promu officier de la Légion d'honneur. Il participe à l'entrée des troupes dans Colmar et rentre d'Alsace le 30 novembre 1918.
Il est le neveu de l'homme d'État Louis Joseph Buffet, le gendre de l'écrivain et poète Paul Blanchemain et le père de l'historien et archiviste paléographe Henri-François Buffet.
Il restera proche de son camarade de promotion (X1885), l'artiste peintre Édouard Doigneau.

## Publications
- Essai de théorie intégrale de la peinture, la doctrine - Éditions Firmin-Didot & Cie, Paris, 1932.

## Expositions - Salons
- 1903 - Salon des artistes français, Éplucheuse de légumes (no 287 du catalogue)
- 1905 - Salon des artistes français, Intérieur (no 297 du catalogue)
- 1906 - Salon des artistes français, Repasseuse (no 271 du catalogue)
- 1906 - Salon de la Coopération Libre des Armées de Terre et de Mer[4].
- 1907 - Salon des artistes français, Riveur en bijouterie d'acier (no 269 du catalogue)
- 1909 - Salon des artistes français, Bretonne épluchant des pommes de terre (no 291 du catalogue)
- 1910 - Salon des artistes français, Bretonnes autour d'une lampe (no 339 du catalogue)
- 1912 - Salon des artistes français, Bretonne lisant une lettre (no 294 du catalogue)
- 1914 - Salon des artistes français, Dentellière bretonne (no 326 du catalogue)
- 1920 - Salon des artistes français, Bretonne d'Auray (no 284 du catalogue)
- 1922 - Salon des artistes français, Avant la pêche (no 291 du catalogue)
- 1923 - Salon des artistes français, Le Manuscrit arabe (no 306 du catalogue) et Nonchalance (no 307 du catalogue)
- 1924 - Salon des artistes français, Bretonne (no 334 du catalogue)
- 1925 - Salon des artistes français, Au Luxembourg (no 174 du catalogue) et Sur le mur du Port-Louis (no 115 du catalogue)
- 1926 - Salon des artistes français,  La lucarne d'où on voit la mer (no 320 du catalogue)
- 1927 - Salon des artistes français, Pêcheuse du Port-Louis (no 323 du catalogue) et Après la lecture (no 322 du catalogue)
- 1928 - Salon des artistes français, La Robe à fleurs (no 338 du catalogue)
- 1928 - 3e Salon Nautique International au Grand Palais, Pêcheuse du Port-Louis et La côte près de Carqueiranne
- 1929 - Salon des artistes français, Étude (no 390 du catalogue) et Portrait de Melle B (no 389 du catalogue)
- 1929 - 4e Salon Nautique International au Grand Palais, Rade de Toulon, Port de Toulon et La mer au Port-Louis
- 1930 - Salon des artistes français, La Harpe arabe (no 349 du catalogue) et Jeune fille (no 350 du catalogue)
- 1931 - Salon des artistes français, La Robe verte (no 370 du catalogue) et La robe jaune (no 371 du catalogue)
- 1932 - Salon des artistes français, Tricoteuse (no 388 du catalogue)
- 1933 - Salon des artistes français, Veilleur de nuit (Dakar) (no 360 du catalogue)
- 1934 - Salon des artistes français, Rêverie (no 384 du catalogue) et Le tricot vert (no 385 du catalogue)
- 1935 - Salon des artistes français, Les Soucis (no 347 du catalogue) et Incertitude (no 348 du catalogue)
- 1936 - Salon des artistes français, Les Bibelots (no 431 du catalogue)
- 1937 - Salon des artistes français, Rêverie (no 217 du catalogue)
- 1938 - Salon des artistes français, Lecture (no 274 du catalogue)
- 1939 - Salon des artistes français, L'Album (no 453 du catalogue)
- 1942 - Salon des artistes français, Portrait (mon portrait symétrique) (no 177 du catalogue)
- 1944 - Salon des artistes français, Les arènes à Paris (no 838bis du catalogue) et Le port Henri-IV à Paris (no 839bis du catalogue)

## Galerie

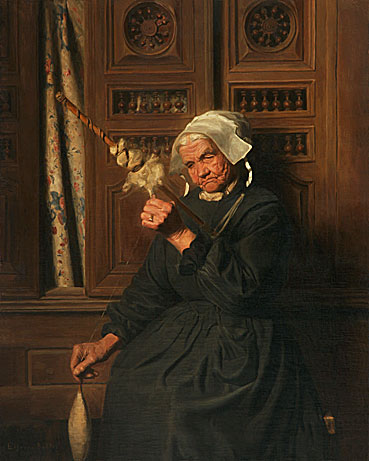
Vieille bretonne filant la quenouille, 1908. (81 × 65 cm)
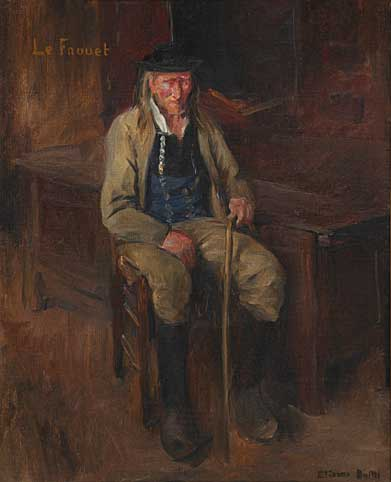
Bonhomme (Jean Droal) du Faouët, 1911. (41 × 33 cm)
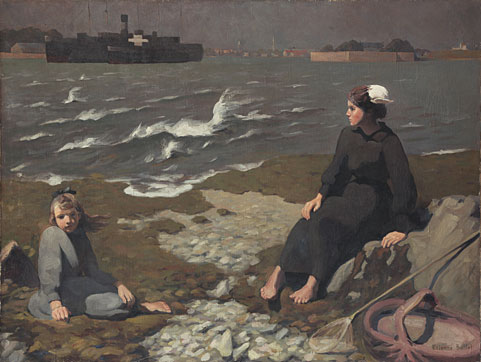
Avant la pêche, 1921. (97 × 130 cm)
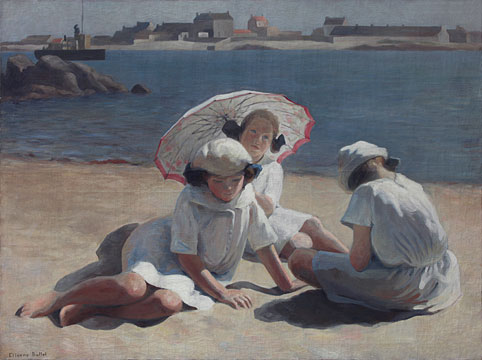
Les trois petites sur la plage du Lohic, Port-Louis, 1922. (97 × 130 cm)
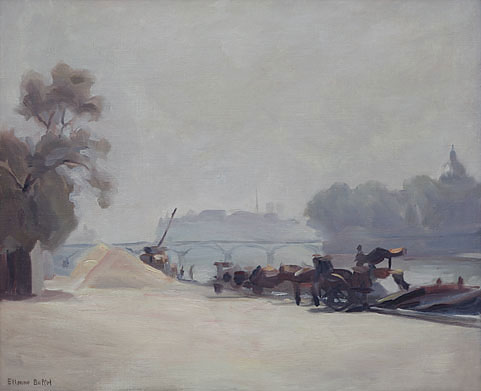
Vue du pont des Arts, Paris, 1923. (50 × 61 cm)
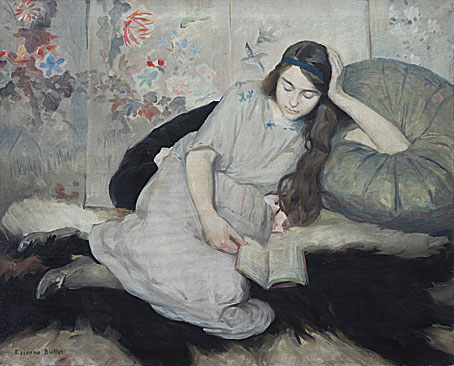
Nonchalance, 1923. (81 × 100 cm)
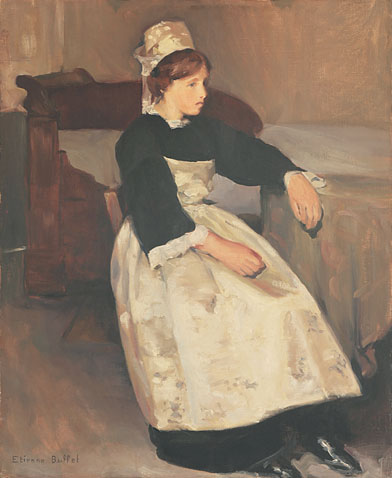
Bretonne (en costume du Faouët), 1923. (61 × 50 cm)
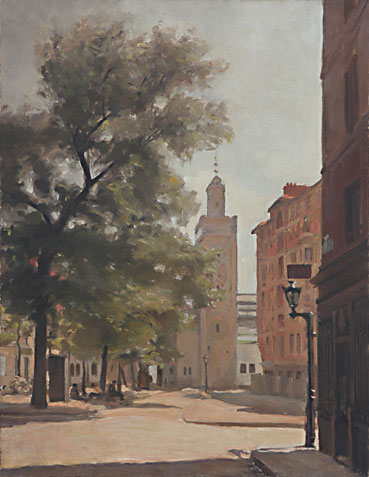
Mosquée de Paris, 1926. (65 × 50 cm)
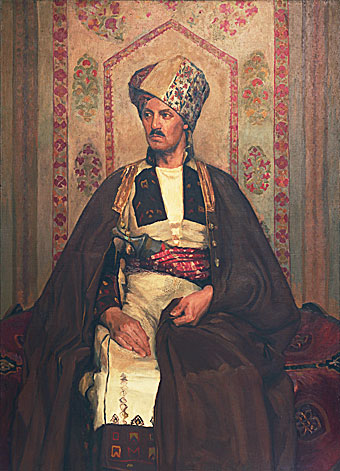
Henri Fliche en costume de Mascate, 1927. (130 × 97 cm)
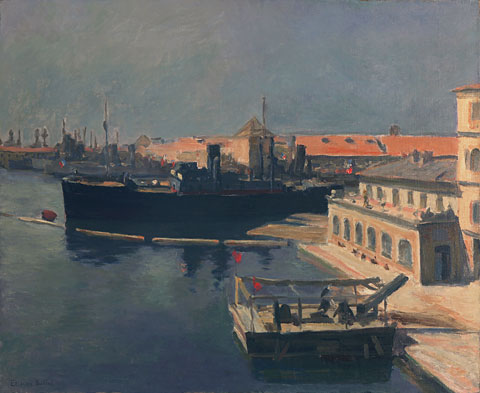
Port de Toulon, 1929. (50 × 61 cm)
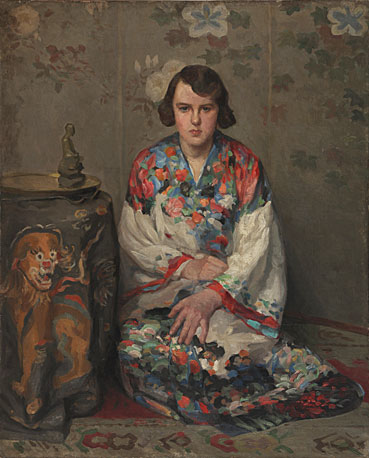
Le kimono, 1931. (81 × 65 cm)
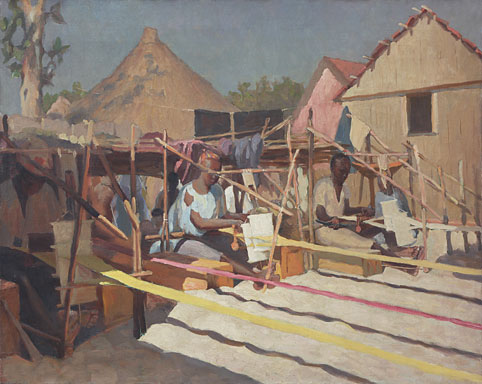
Tisserands de Dakar, 1933. (65 × 81 cm)
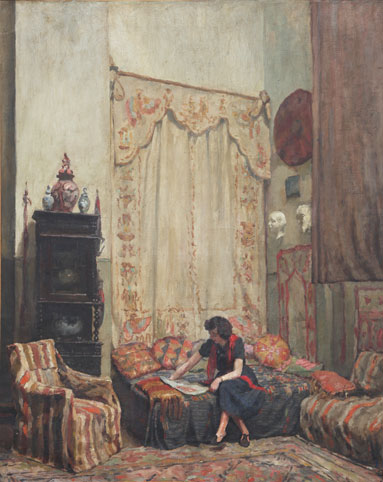
Coin de l'atelier du 115, boulevard Saint-Michel, Paris 5e, 1940. (81 × 65 cm)

## Distinctions

### Récompenses
- Mention honorable au Salon des artistes français, 1938.

### Décorations
- Chevalier de la Légion d'honneur, 1908[2].
- Officier de la Légion d'honneur, 1918[2].